# جوردن رودریگز
جوردن رودریگز (به انگلیسی: Jordan Rodrigues) یک خواننده ، بازیگر و رقاص استرالیایی است.

## زندگی شخصی
جوردن رودریگز در سیدنی ، استرالیا از یک پدر و مادر مالزیایی متولد شد و در میان ۳ فرزند ، جوانترین عضو خانواده است.

## فیلم ها
- خانه و دوری در نقش جی فرناندز
- پرورشگاهی‌ها در نقش مت تان
- هاوایی فایو-زیرو در نقش کارتر آکانا (اپیزود ۱۱۶: "Moʻo ʻolelo Pu")
- آکادمی رقص در نقش کریستان رید
- لیدی برد در نقش میگوئل مک فرسون
- افسانه مورتال کامبت: انتقام اسکورپیون